# Грумс
Грумс (швед. Grums) — містечко (tätort, міське поселення) у центральній Швеції в лені  Вермланд. Адміністративний центр комуни  Грумс.

## Географія
Містечко знаходиться у південній частині лена  Вермланд за 325 км на захід від Стокгольма.

## Історія
У 1948 році Грумс отримав статус чепінга.

## Герб міста
Герб торговельного містечка (чепінга) Грумс отримав королівське затвердження 1951 року.
Сюжет герба: у синьому полі срібна церква, у срібній главі три сині круглі пилки в один ряд.
Церква була зображена на печатці гераду (територіальної сотні) Грумс з 1617 року. Круглі пилки означають деревообробну промисловість.
Після адміністративно-територіальної реформи, проведеної в Швеції на початку 1970-х років, муніципальні герби стали використовуватися лишень комунами. Цей герб був 1971 року перебраний для нової комуни Грумс. 

## Населення
Населення становить 5 053 мешканців (2018). 

## Спорт
У поселенні базується спортивний клуб Грумс ІК, з якого виділилися футбольний та хокейний клуби. 

## Галерея

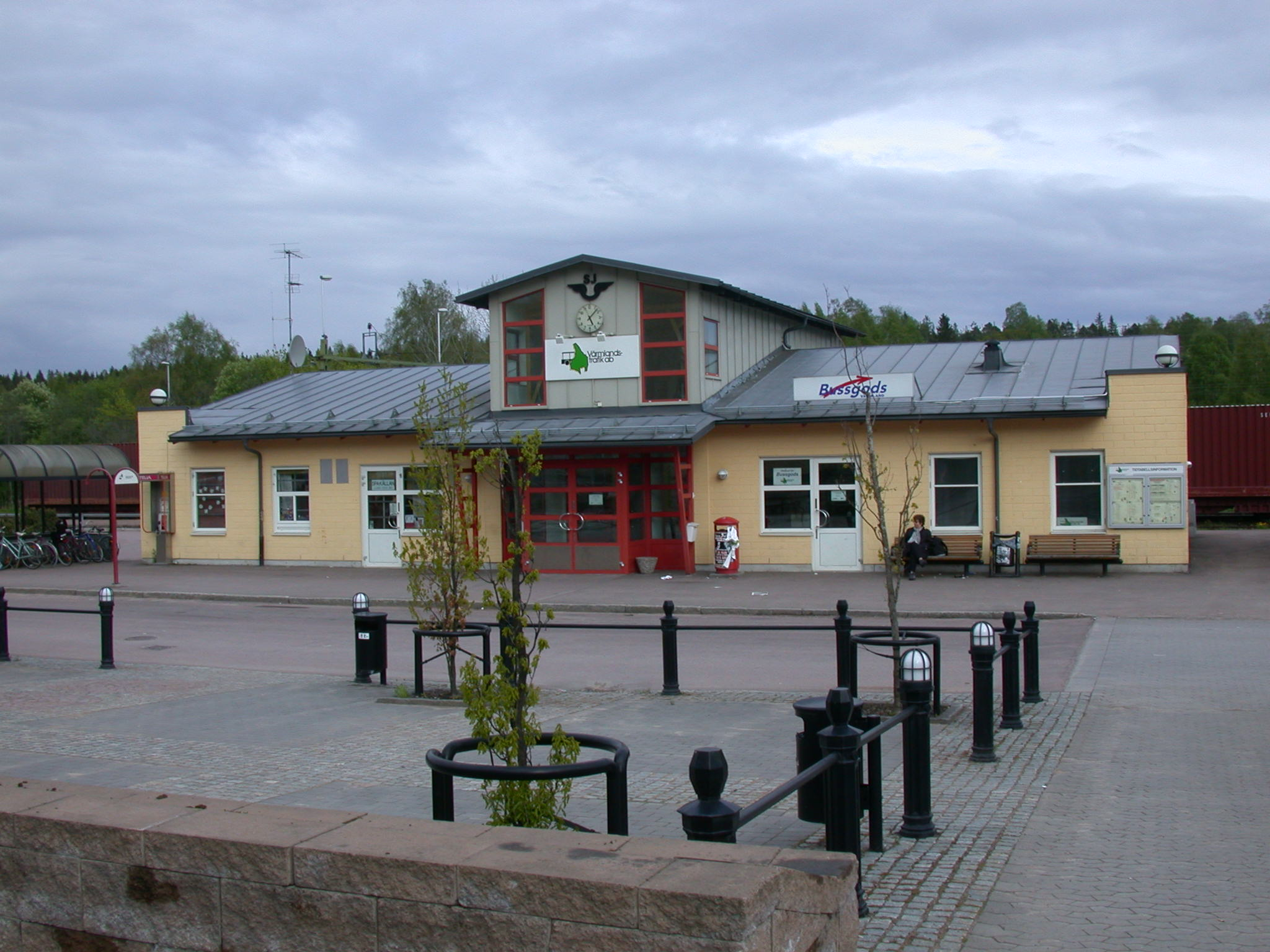
Залізнична станція
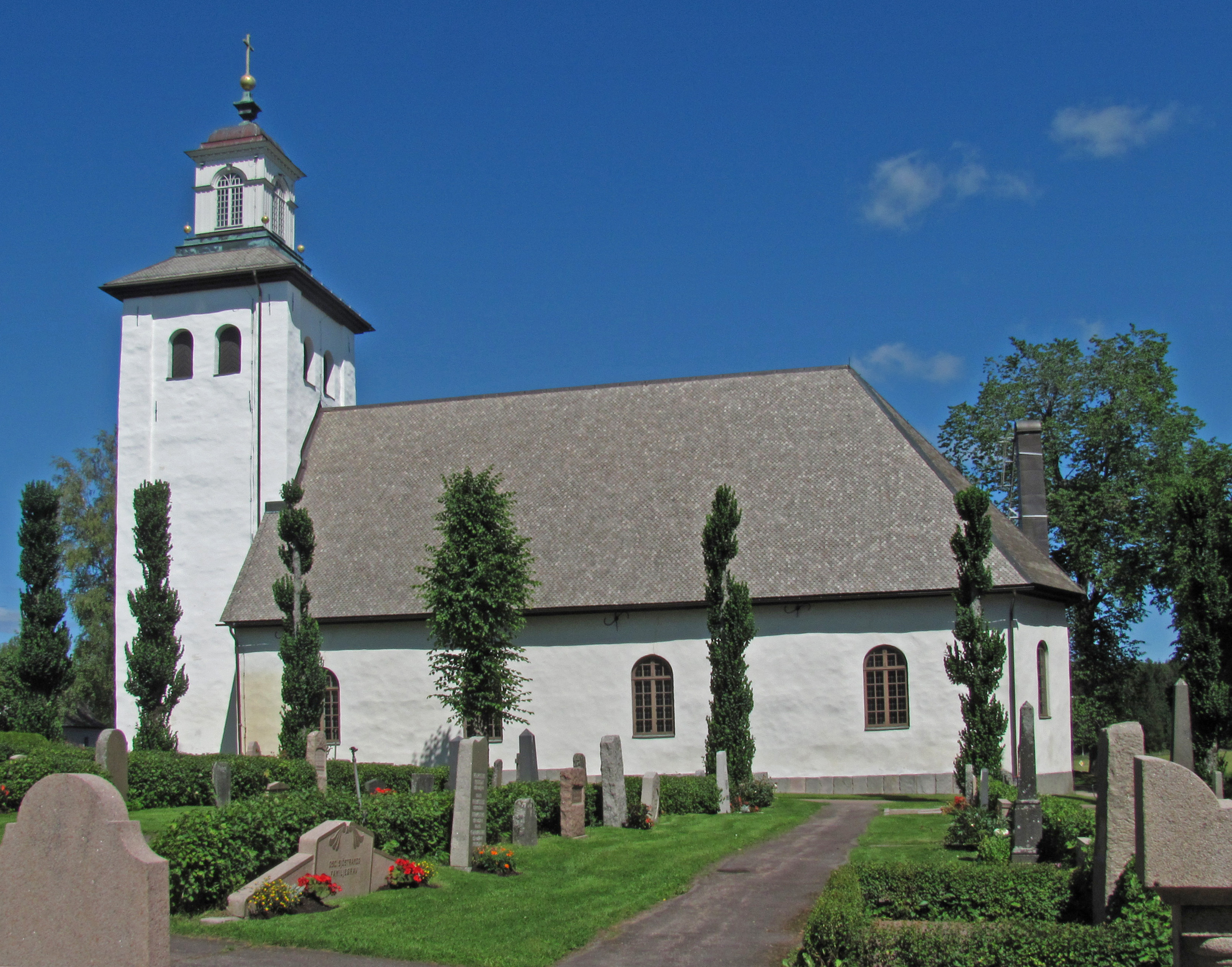
Церква

## Покликання
- Сайт комуни Грумс [Архівовано 27 січня 2009 у Wayback Machine.]